# 웬디 윌슨
웬디 윌슨(Wendy Wilson, 1969년 10월 16일 ~ )은 미국의 가수이다. 가수 브라이언 윌슨과 메릴린 로벨의 딸이다.